# Malá Tŕňa
Malá Tŕňa este o comună slovacă, aflată în districtul Trebišov din regiunea Košice. Localitatea se află la altitudinea de 167 m deasupra n.m., se întinde pe o suprafață de 9,81 km2 și în 2017 număra 396 de locuitori. Se învecinează cu comuna Veľká Tŕňa.

## Istoric
Localitatea Malá Tŕňa este atestată documentar din 1392.

## Demografie
| An:                | 1994 | 2004   | 2014   | 2024    |
| ------------------ | ---- | ------ | ------ | ------- |
| Număr de persoane: | 449  | 451    | 416    | 342     |
| Diferență:         |      | +0,44% | −7,76% | −17,78% |

| An:                | 2023 | 2024   |
| ------------------ | ---- | ------ |
| Număr de persoane: | 347  | 342    |
| Diferență:         |      | −1,44% |